# Fist of the North Star: Lost Paradise
Fist of the North Star: Lost Paradise (北斗が如く, Hokuto ga Gotoku) est un jeu vidéo édité par Sega et développé par le Ryu ga Gotoku Studio. Il est sorti le 8 mars 2018 au Japon et le 2 octobre 2018 aux États-Unis et en Europe.
Comme l'indique le titre original, il s'agit d'un Yakuza-like dans l'univers post-apocalyptique de Ken le survivant. Toutefois, bien qu'il reprenne le premier chapitre de la saga originale, le jeu s'en éloigne rapidement pour proposer une toute nouvelle intrigue tout en gardant certains éléments de l’œuvre originale.

## Trame
Dans un futur apocalyptique, le joueur incarne Kenshiro, héritier du Hokuto Shinken à la recherche de sa compagne, Yuria, enlevée des mains de son rival, Shin. Après avoir vaincu ce dernier, Kenshiro se met a errer sans réel but jusqu'à ce qu'il apprenne que sa compagne, Yuria, aurait été vue se rendant dans la ville d'Eden, un refuge où peu de gens peuvent se targuer de pouvoir entrer et qui est dirigée par une personne se faisant appeler "The Holy Maiden" (La Sainte Demoiselle) et ses soldats.
Fait prisonnier après avoir provoqué du grabuge face à des bandits, il est mené à l'intérieur de la ville où il est forcé de participer à des combats d'arène afin de gagner sa liberté et ainsi, reprendre la recherche de sa promise, ce qu'il parvient à faire.
C'est à partir de ce moment qu'il va finalement tenter de percer le mystère entourant la disparition mystérieuse de Yuria mais aussi celui qui entoure Eden et Sphere City, une étrange infrastructure permettant à Eden de subsister.

## Système de jeu
Fist of the North Star: Lost Paradise se joue comme n'importe quel épisode de Yakuza. La seule différence vient surtout des combats puisqu'il faut réaliser des QTE pour réaliser les différentes techniques de Hokuto Shinken sur le corps de l'adversaire.

## Développement
Le Ryu ga Gotoku Studio a décidé de changer de voix pour le doublage original de Kenshiro précédemment interprété par Akira Kamiya. C'est donc Takaya Kuroda qui l'incarne. Les fans de Yakuza reconnaîtront la voix de l'acteur japonais puisqu'il incarne également Kazuma Kiryû.

## Accueil
- Jeuxvideo.com : 14/20[1]
- Eurogamer[2]
- GameSpot : 8/10[3]
- Gamekult : 4/10[4]
- Gameblog : 7/10[5]
- Game Informer : 7/10[6]
- Electronic Gaming Monthly : 8/10[7]
- JeuxActu : 14/20[8]